# Sabatier (cràter)
Sabatier és un petit cràter d'impacte que es troba a prop del terminador oriental de la Lluna, a la perifèria sud-oest del Mare Marginis.

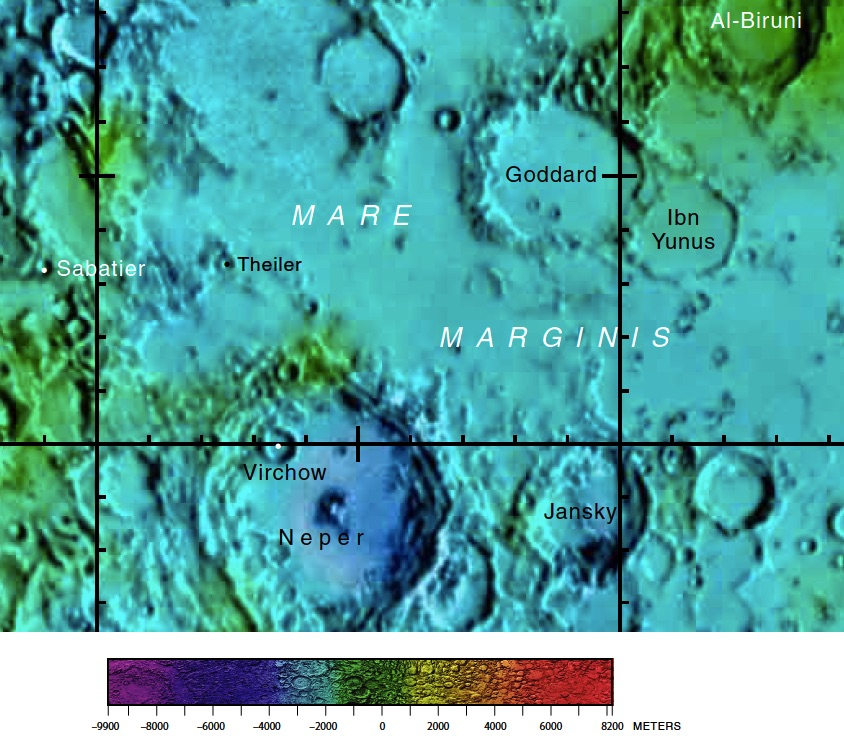
Localització de Sabatier (centre esquerra de la imatge)
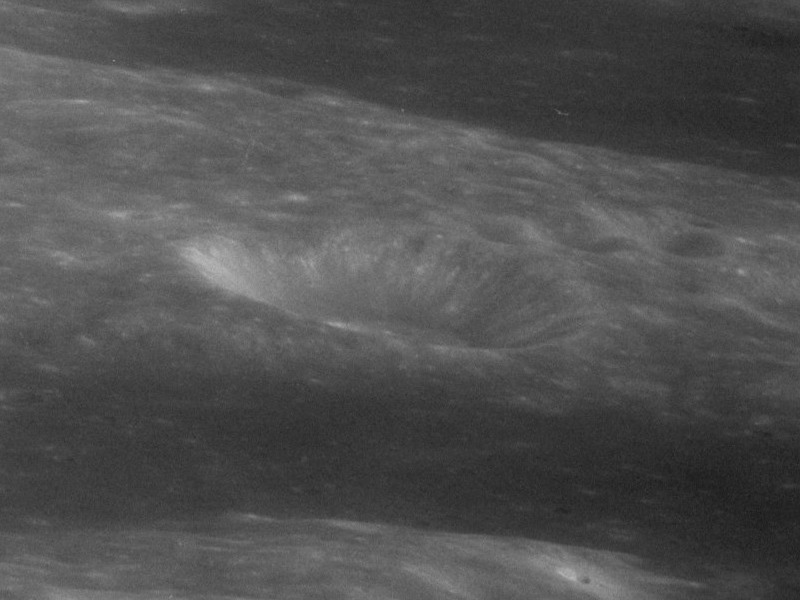
Fotografia de la missió Apollo 11
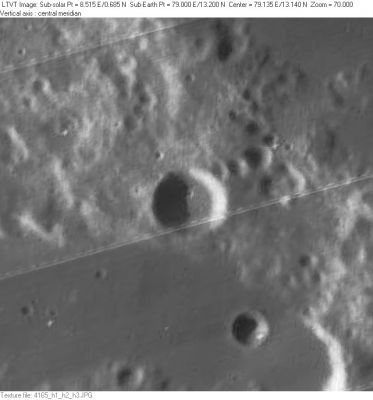
Fotografía de la misión Lunar Orbiter 4

Es troba en una zona relativament aïllada, amb el cràter designat més proper és Neper que se situa cap al sud-est. És una formació gairebé circular, amb una mínima vora exterior i un sòl circular que ocupa al voltant de la meitat del diàmetre del cràter.